# Tore Hansen
Tore Hansen (Feda, 6 febbraio 1978) è un arbitro di calcio norvegese.

## Carriera
Hansen arbitra nell'Eliteserien a partire dal 2012. Affiliato al Feda, nella vita è un insegnante. A partire dal 2015 è diventato internazionale, arbitrando la partita tra Vojvodina e MTK Budapest, valida per il primo turno di qualificazione dell'Europa League 2015-2016.